# Ouessantschaf
Das Ouessantschaf (OUS), auch Bretonisches Zwergschaf (internationale Bezeichnung Ushant), ist die kleinste Schafrasse Europas. Es hat seinen Namen von der Île d’Ouessant, einer 15,6 Quadratkilometer großen, baumlosen, französischen Atlantik-Insel. Ouessantschafe werden meist in kleinen Gruppen als Hobbytiere gehalten und sind inzwischen über große Teile Europas verbreitet. Die genügsamen Schafe gibt es in unterschiedlichen Farben.

## Rassebeschreibung
- Das Schaf ist klein, relativ hochbeinig und hat – von oben gesehen – einen rechteckigen Körperbau.
- Der Kopf ist fein und gleichmäßig, bei den Böcken leicht geramst.
- Weibliche Tiere sind hornlos, männliche gehörnt. Die Hörner haben eine einzige Windung großen Durchmessers mit gutem Abstand zum Kopf.
- Die Ohren sind klein, kurz und leicht aufgerichtet.
- Die Oberlinie ist gerade, das Becken groß, der Schwanz endet kurz über dem Sprunggelenk.
- Ouessantschafe haben ein halbgeschlossenes, mischwolliges Vlies mit sehr feiner Unterwolle. Bei den Böcken ist eine Krawattenbildung durch vermehrtes Auftreten von Grannenhaar im Bereich des Unterhalses, Nackens und der vorderen Oberschenkel erwünscht.
- Ausgewachsene Tiere dürfen am Widerrist nicht mehr als 49 cm (männliche) bzw. 46 cm (weibliche) messen.
- Die Mehrheit der Ouessantschafe (> 70 %) ist schwarz; es gibt aber auch graue, weiße, braune und schimmelfarbene Tiere.
- Die Färbung soll das gesamte Jahr einheitlich einfarbig sein. Die Krawatte kann bei gleicher Farbe dunkler sein, Hörner und Klauen sind bei weißen Tieren hell und bei dunklen dunkel.[1]

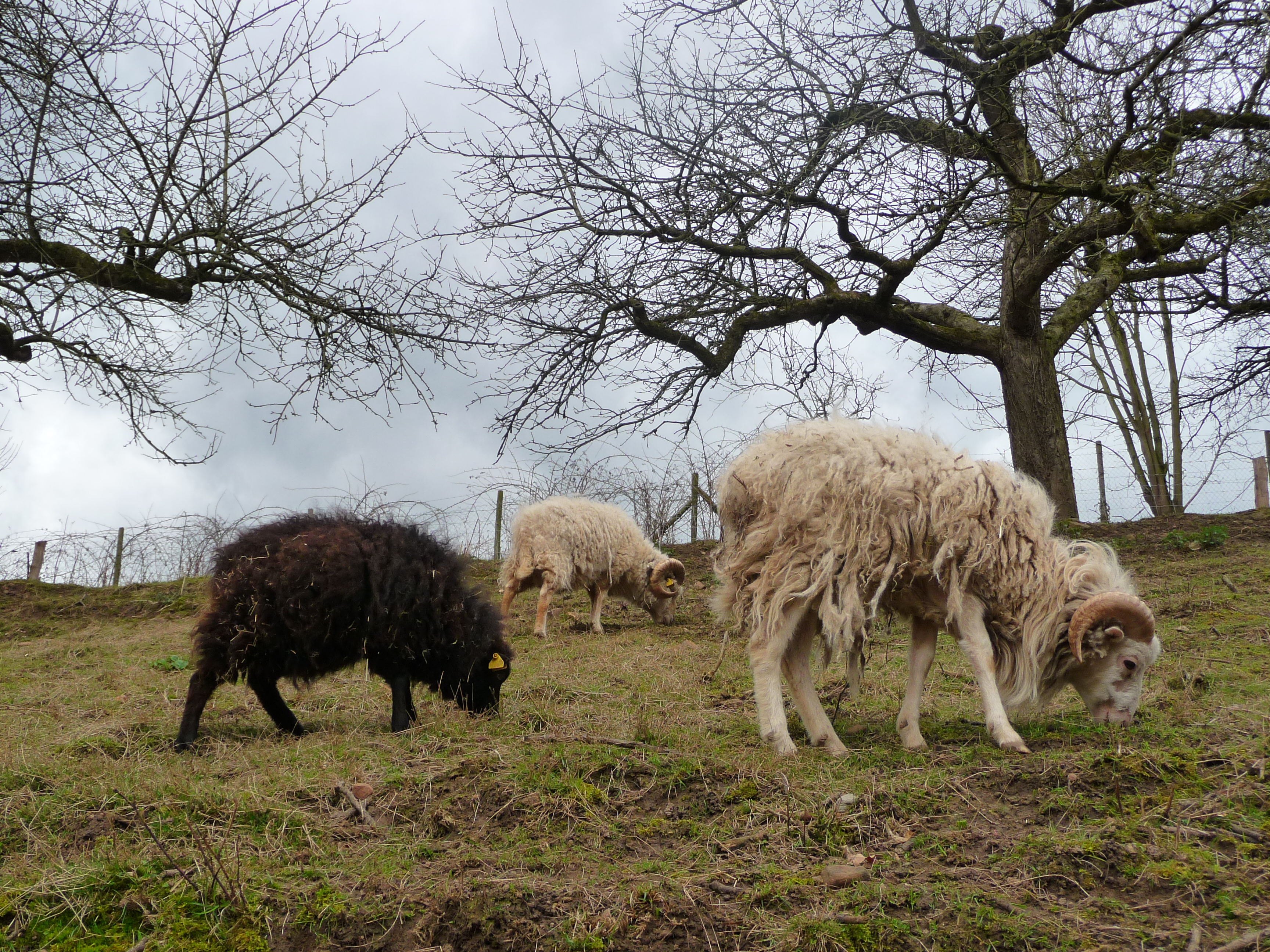
Ouessantschafe

## Leistungsangaben
| [ 2 ]           | Körpergewicht (kg) | Vliesgewicht (g) | Ablammergebnis (%) | Widerristhöhe (cm) |
| --------------- | ------------------ | ---------------- | ------------------ | ------------------ |
| Böcke           | 15–20              | 600–900          | -                  | 42–49              |
| Jährlingsböcke  | 12–20              | 600–900          | -                  | 39–46              |
| Mutterschafe    | 13–16              | 600–1000         | 100                | 41–46              |
| Jährlingsschafe | 10–15              | 600–1000         | 50                 | 38–44              |

Bei den Widerristhöhen handelt es sich um Idealmaße. Jährlinge, die die angegebenen Maße überschreiten, werden oftmals zu groß. Die Zucht immer kleinerer Tiere sollte auch nicht angestrebt werden, da dies zu einer Häufung von Geburtsproblemen führen kann und somit der Gesundheit und Vitalität der Rasse abträglich ist.

## Zuchtziel
Erwünscht ist ein hartes und anspruchsloses Schaf mit geringsten Futter- und Versorgungsansprüchen, das sich sowohl im klassischen Biotop- und Landschaftspflegebereich auf kleinsten Flächen, wie auch als ökologischer „Rasenmäher“ in der privaten, öffentlichen und gewerblichen Grünanlagenpflege eignet.

## Entstehung/Geschichte
Die Entstehung des Ouessantschafes ist eng mit den Haltungsbedingungen und der traditionellen Landwirtschaft auf Ouessant verbunden. Somit ist es ein Relikt einer Kultur, die im 19. Jahrhundert erste Risse bekam und im 20. Jahrhundert völlig zerbrach. Die Ursprünge des Ouessantschafes sind vermutlich viel älter. Archäologen bargen bei Ausgrabungen mehrere tausend Schafknochen, die auf den Zeitraum 750 bis 450 v. Chr. datiert wurden. Die menschliche Besiedelung von Ouessant reicht gar bis in die Jungsteinzeit zurück.
Die frühesten schriftlichen Quellen, die Schafe auf der Insel belegen, stammen aus dem 17. Jahrhundert. Auch wenn die Bewohner arm waren, rangen sie der kargen Insel mehr ab als sie benötigten; die Viehbestände waren groß. Bereits zu dieser Zeit wurden den Schafen Markierungen in die Ohren gestanzt bzw. geschnitten, um sie den Besitzern zuzuordnen.
In der Bretagne wurden Schafe nicht geschätzt; man brauchte die Wolle, nur aus diesem Grund hielt man sie. Das Amt des Hirten galt nichts und wurde häufig von Kindern ausgeübt. Auf Ouessant waren die Tiere die meiste Zeit des Jahres völlig auf sich gestellt.
Die landwirtschaftlich genutzte Fläche der Insel war zwar in privatem Besitz, konnte aber nicht ganzjährig ausschließlich vom Eigentümer genutzt werden. Am 15. März des Jahres wurden die Schafe in entlegene, nicht kultivierte Bereiche der Insel verbracht und dort in einer Einfriedung eingepfercht. Diese Flächen waren Gemeindeland; für den Erhalt der Mauern war eine Kopfpauschale pro Tier zu entrichten. Die traditionellen Getreidesorten wurden bis zum 15. Juli geerntet; an diesem Tag wurden die Schafe befreit. Die Tiere konnten sich zwei Drittel des Jahres frei auf der Insel bewegen. In dieser Zeit galt Weidefreiheit. Lediglich die eingefriedeten Gärten waren tabu, ansonsten durfte niemand ein Schaf daran hindern zu fressen, wo es wollte.
Ab Mitte des 19. Jahrhunderts wurden in der Bretagne Gemeindeflächen veräußert und Heideland kultiviert. Durch industriell hergestellte Stoffe verlor die Wolle an Bedeutung und die traditionellen Weideflächen gingen verloren; die Schafhaltung erlebte ihren langsamen Niedergang. Auf Ouessant hielt man länger an der Schafhaltung fest, auch wenn sie durch neue Getreidesorten und Anbaumethoden Konkurrenz bekam. Die Befreiung der Schafe erfolgte deutlich später an „Saint-Michel“, dem 29. September. Die Tiere wurden in der Vegetationsphase nicht mehr überwiegend in der Koppel gehalten, sondern mehrheitlich paarweise angepflockt. Mit dem Verkauf der letzten Gemeindefläche wurde die Anbindung die einzige Haltungsform außerhalb der Weidefreiheit. Zweimal täglich mussten die Schafe umgesetzt werden, morgens an ihren Weideplatz und abends zurück zum Gwasked. Diese niedrigen sternförmigen Stein- oder Erdwälle hatten drei oder vier Arme, hinter denen die Schafe zumindest vor den starken Winden Schutz finden konnten. Wie die nun genutzten Weideflächen gehörte das Gwasked der Familie und musste auch von dieser instand gehalten werden.
Die Schafe wurden ganzjährig ohne Stall gehalten. Der war, anders als auf dem Festland, nicht nötig, da es auf Ouessant keine Raubtiere gibt. Die Hauptlammzeit begann Mitte März; ab Mitte Mai wurden Schlachtlämmer verkauft. Der Export auf das Festland zog sich bis zum Oktober; jährlich wurden mehrere hundert Tiere veräußert. Das Fleisch war sehr beliebt und hatte einen guten Ruf. Auch wenn die meisten Tiere in der Region auf den Markt kamen, wurden sie doch teils bis nach Paris und in die Champagne verbracht. Als Schlachtgewichte werden drei bis fünf Kilo genannt. Dies deckt sich ziemlich genau, wie auch die Vliesgewichte von bis zu 1000 g, mit heutigen Angaben.
Verschiedene Quellen berichten von bis zu 10.000 Schafen auf der Insel. In detaillierten Zählungen werden nur ca. 6000 aufgeführt. Eine Zählung von 1856 nennt neben 4190 Schafen und Lämmern auch die hohe Zahl von 1713 Böcken. Neben den eigentlichen Deckböcken gab es dementsprechend eine große Zahl noch nicht schlachtreifer männlicher Tiere, die sich im Winterhalbjahr fortpflanzen konnten. Die Tatsache, dass sehr frohwüchsige Tiere bereits im Mai geschlachtet wurden und unterentwickelte Böcke zum Decken kamen, könnte eine Ursache für die geringe Körpergröße sein.
Der Selektionsdruck auf Genügsamkeit war enorm. Die Winter waren rau und stürmisch; das Meer riss die Unvorsichtigen mit sich und verschlang diejenigen, die der Orkan von den Klippen blies. Die Kühe auf Ouessant fraßen zeitweise sogar Seetang. In dieser Jahreszeit verendeten hunderte Schafe. Während der Lammzeit stand den Schafen eine viel zu kleine Weidefläche zur Verfügung; bei der Befreiung waren sie ausgemergelt; nur Schafe, die trotz solch widriger Umstände ein Lamm aufziehen konnten, haben sich langfristig etabliert. Darüber hinaus muss bedacht werden, dass die Vegetation auf Ouessant karg ist und auch in den besseren Zeiten verhältnismäßig wenig Nahrung bietet.
Ab dem Ende des 19. Jahrhunderts brachte die 1880 eingerichtete Fährverbindung erste Touristen auf die Insel und das Ouessantschaf kam auch auf dem Festland in Mode. Dort wurden ab ca. 1885 auch Ouessantschafe gezüchtet. Die Besitzer waren nicht selten Adelige, die die kleinen Schafe zum Vergnügen bei ihren Schlössern hielten.

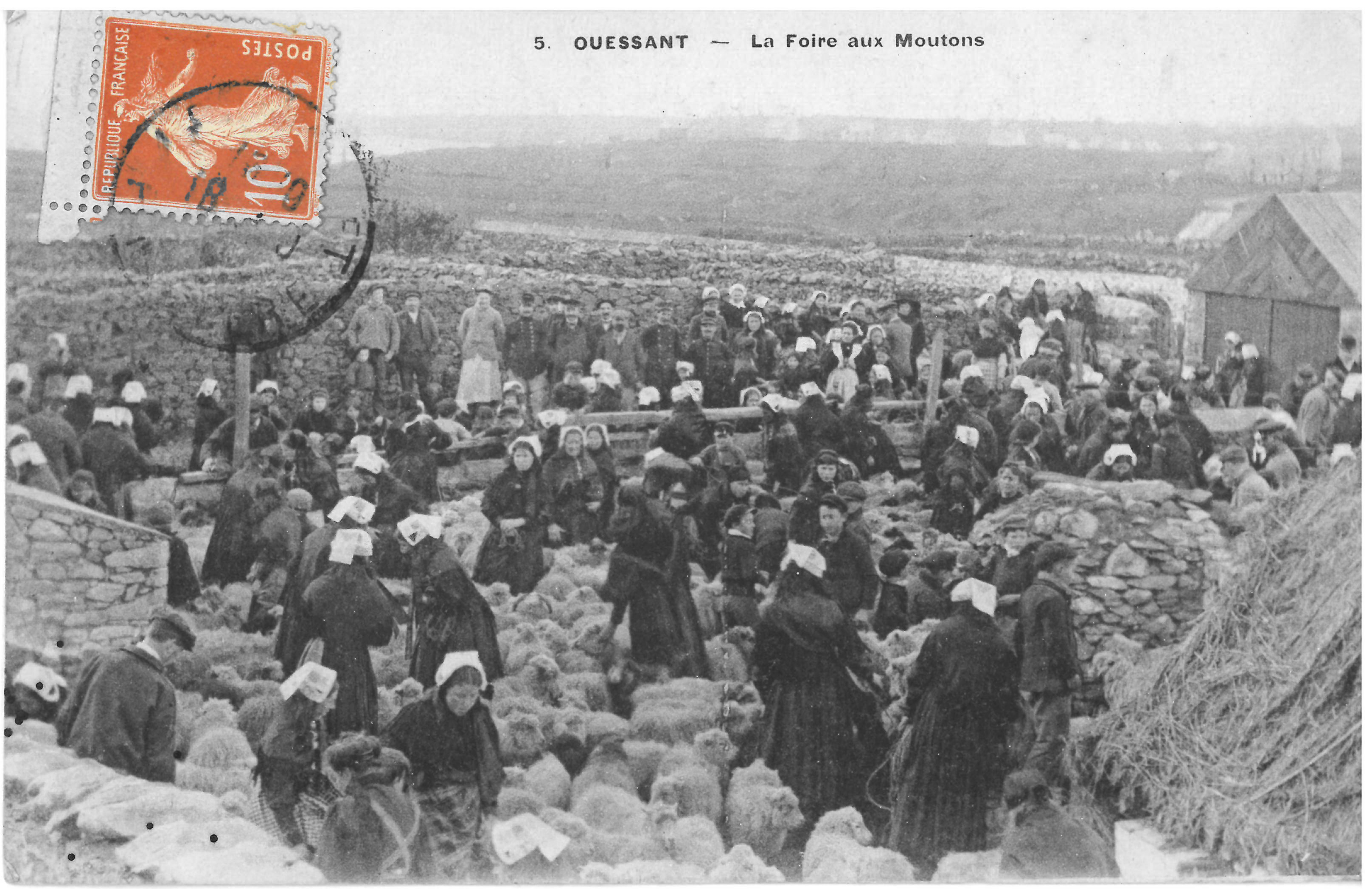
Zusammentrieb der Schafe auf Ouessant – historische Bildpostkarte – Poststempel vom 18. Oktober 1913 Le Conquet Finistère

In sehr kurzer Zeit änderte sich der Schafbestand auf Ouessant. Weiße Schafe, die erstmals 1861 erwähnt wurden, waren bis Ende des 19. Jahrhunderts in der Minderheit. Auf einer Photographie von 1913, die wahrscheinlich nach dem Zusammentrieb am Ende der Weidefreiheit entstanden ist, sind kaum noch schwarze Tiere zu finden. Ein ähnliches Bild von 1930 zeigt bereits deutlich größere Tiere; die Schafe auf Ouessant waren keine Ouessantschafe mehr. Die aus Liebhaberei auf das Festland verbrachten Tiere blieben unter sich und wurden, anders als auf der Insel, nicht mit fremden Rassen gekreuzt und überdauerten so bis weit in die zweite Hälfte des 20. Jahrhunderts.
Ab den 1970er Jahren fand das schon fast völlig in Vergessenheit geratene Ouessantschaf neue Liebhaber. Sofern sich zu dieser Zeit nicht neue Freunde gefunden hätten, wäre das Ouessantschaf heute vermutlich nicht mehr existent oder aber sehr stark bedroht, da von den ehemaligen „Schloßherden“ heute nur noch eine einzige fortbesteht. Unter Federführung von Paul Abbé wurde 1976 die GEMO (Groupement des Eleveurs de Moutons d’Ouessant) gegründet. Mit den Tieren der vier Ursprungsherden (Morbihannaise, Vendéenne, Jardin des plantes de Paris und Nord) wurde eine Erhaltungszucht begonnen.
Der heutige Bestand der Ouessantschafpopulation in Frankreich ist hauptsächlich auf die Stämme Morbihannaise, Vendéenne und Jardin des plantes de Paris zurückzuführen. Der Stamm Nord legte im Wesentlichen den Grundstock für die frühen belgischen und niederländischen Bestände. Durch die große Distanz von 600 km zur Bretagne ist hier der Bestand nicht ohne Einkreuzung anderer Rassen ausgekommen, weswegen man zwischen traditionellen Farben (schwarz und weiß), sowie modernen Farben (braun und schimmel) unterscheiden kann. Manch strenger Erhaltungszüchter zählt den Stamm Nord heute nicht mehr zu den reinen Ursprungsherden. Durch jahrzehntelange menschliche Selektion haben sich aber Tiere entwickelt, die die Kriterien des Rassestandards erfüllen, auch wenn die modernen Farben ursprünglich nicht in der Bretagne vorkamen und im Fall der Farbe schimmel auch nicht mit dem französischen Standard konform sind.

## Farben

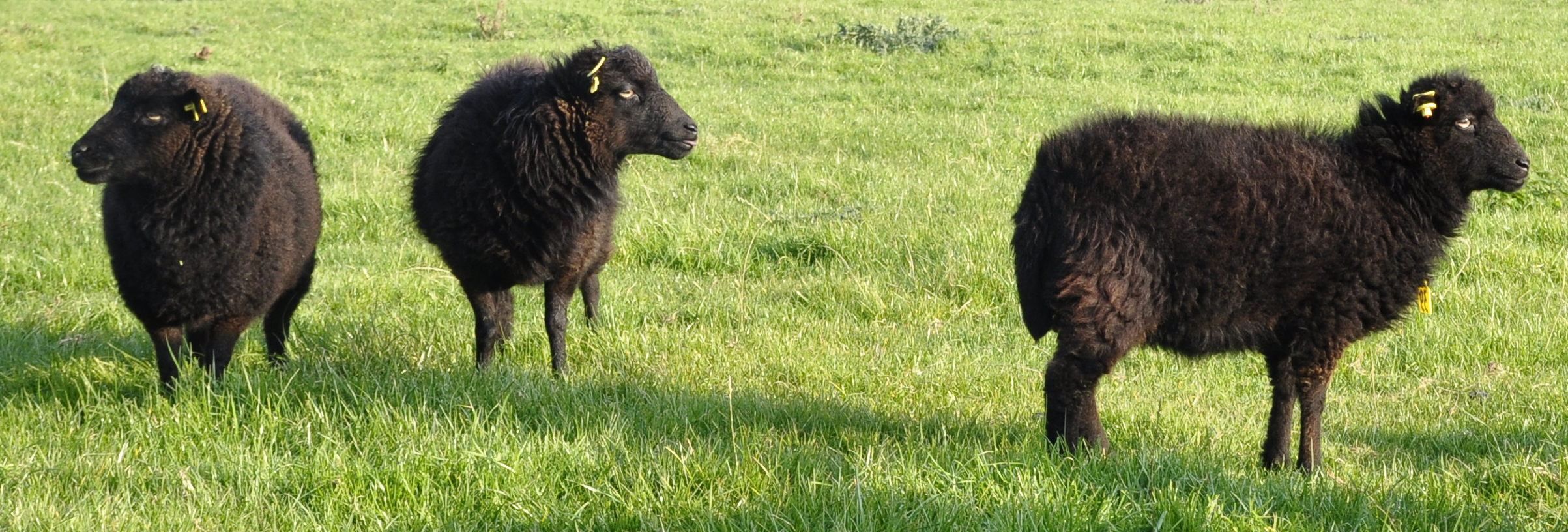
Schwarze Ouessantschafe

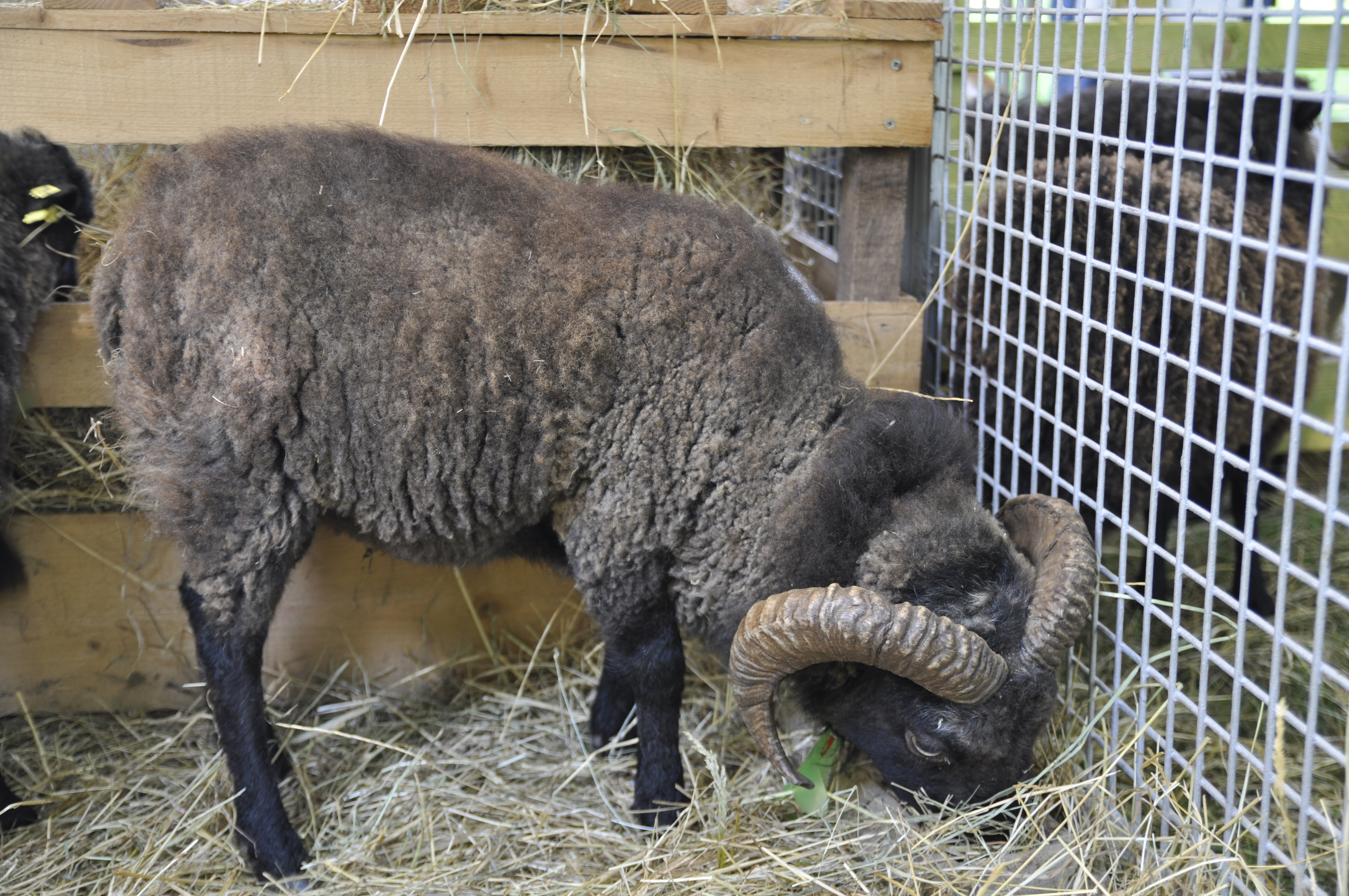
Verdünnungsgen: grauer Bock in Frankreich

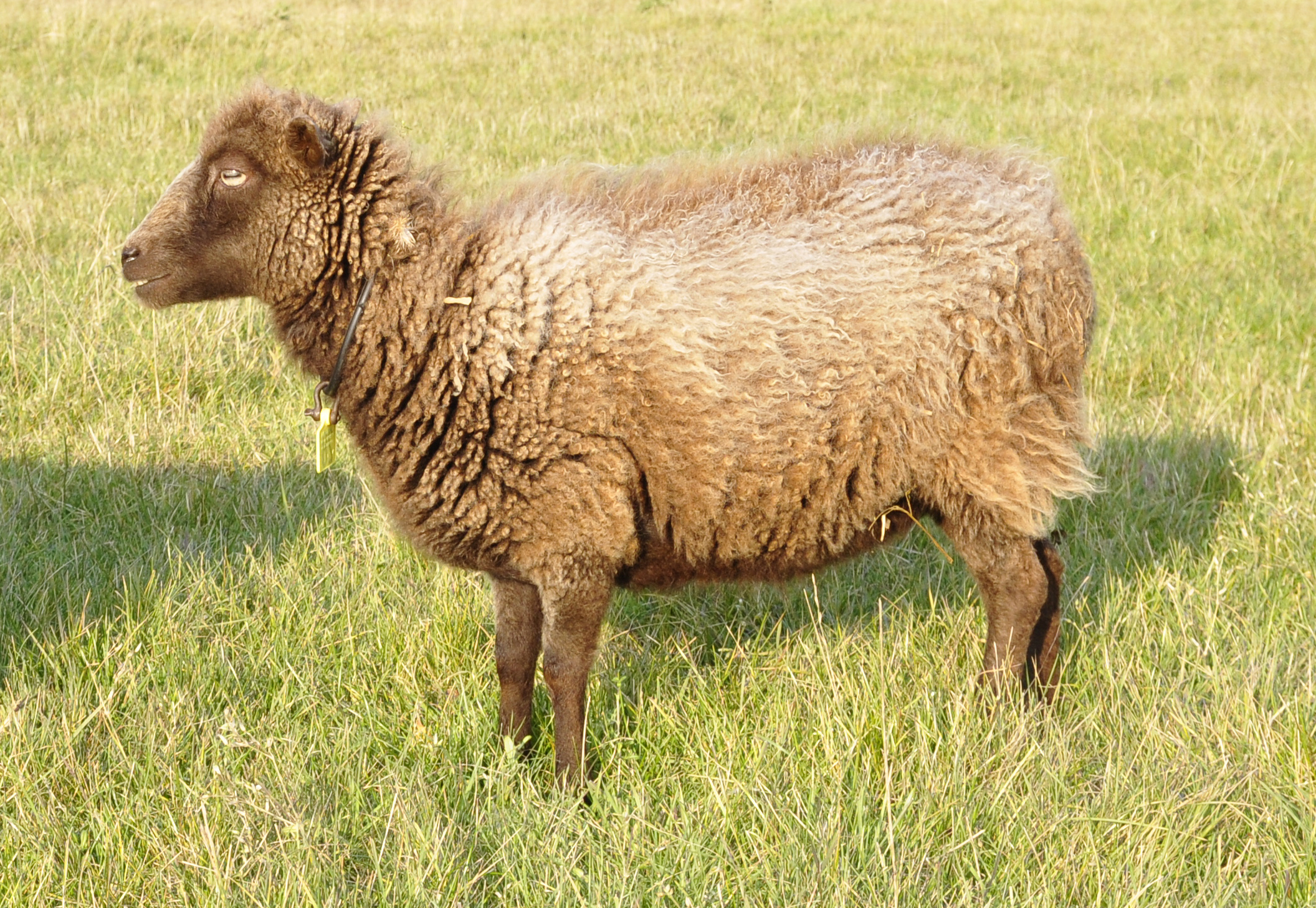
Braune Aue

- Schwarz ist die ursprüngliche bzw. ursprünglich gewünschte Farbe des Ouessantschafes. Der Fachausdruck in der Vererbungslehre ist nonagouti.
- Graue Tiere wurden bereits im 19. Jahrhundert auf der Insel erwähnt. Wobei nicht klar ist, welches Grau gemeint ist. Genetisch gäbe es einige Möglichkeiten, die teils noch nicht erforscht sind. Seit 2019 werden in Frankreich graue Schafe als „décoloré“ geführt. Dieser Begriff ist etwas irreführend, gemeint sind Tiere mit verklumpter Pigmentgranular. Der Effekt entsteht durch ein Verdünnungsgen – wissenschaftlich dilute und kann bei schwarzen und braunen Tieren auftreten.
- Weiße Tiere sind seit Ende des 19. Jahrhunderts durch historische Postkarten belegt. Die Herkunft ist nicht vollständig geklärt. Da auf dem Festland bereits deutlich früher weiße Heideschafe bekannt waren, kann man annehmen, dass diese Tiere an der Entstehung beteiligt waren. Die früheste nachweisbare Einfuhr von Schafen vom Festland auf die Insel ist erst Anfang des 20. Jahrhunderts datiert. Bei weißen Ouessantschafen kann es zu rötlicher Färbung insbesondere im Nacken, am Schwanz und den Beinen kommen. Genetiker benutzen die Bezeichnung agouti white and tan.
- Nach heutiger Erkenntnis lassen sich alle braunen Schafe auf die Region um Lille zurückführen. Die Einkreuzung eines braunen Bocks unbekannter Rasse und Herkunft ist bekannt. In der Bretagne kommen ursprünglich keine genetisch braunen Tiere vor. Wer in der Bretagne von braunen Tieren spricht, meint in der Regel durch Sonnenlicht ausgeblichene schwarze Tiere. Die Farbgebung wird durch den Braun-Locus bestimmt.
- Unter dem Begriff schimmel wurden in den Niederlanden seit den 1980er Jahren alle grauen Tiere zusammengefasst. Heute versteht man unter „schimmel“ Tiere des Typs Agouti grau. Agouti grau ist ein Muster, das sich dominant vererbt und sich immer durch ein Mehlmaul und Augenringe ausweist. Genau wie alle anderen Agouti Muster (außer white and tan) sind schimmel außerhalb des französischen Rassestandards.

| Locus | Bezeichnung | Allele bei OUS | Phänotypische Auswirkungen der Allele |
| ----- | ----------- | -------------- | ------------------------------------- |
| A     | agouti      | Awt            | weiß                                  |
|       |             | Ag             | schimmel                              |
|       |             | a              | schwarz (nonagouti)                   |
| B     | Braun-Locus | B              | schwarz                               |
|       |             | b              | braun                                 |
| D     | dilute      | D              | vollständige Farbbildung              |
|       |             | d              | verdünnt/aufgehellt                   |

Die Vererbung erfolgt wie in der Tabelle aufgeführt. Eine Farbe ist dominant zu allen Farben unterhalb und rezessiv zu allen darüber.

## Verbreitung
Im Jahre 1977 waren der G. E. M. O. 486 Tiere der Rasse bekannt. Bei der Viehzählung der G. E. M. O., in den Herdbüchern der F. O. S. (Niederlande), sowie der deutschen Landesschafzuchtverbände sind im Jahr 2006 ca. 9500 Tiere registriert worden. Des Weiteren gibt es noch zahlreiche nicht registrierte Bestände, so dass man von einem Bestand von mehr als 15.000 Ouessantschafen ausgehen kann. Nach den Niederlanden (F. O. S) ist Frankreich (G. E. M. O) der Schwerpunkt in der Zucht sowie Haltung des Ouessantschafes. In Belgien (BOV), Deutschland (IGOU), Großbritannien (OSS), der Schweiz (Ouessantschafe Schweiz), Tschechien (SCHOK) und Italien (APO und Südtiroler Kleintierzüchter) gibt es zahlenmäßig kleinere Züchtervereinigungen. Einzelzuchten bzw. -halter gibt es inzwischen in Österreich, Lettland, Dänemark, Spanien, Portugal, sowie vermutlich noch weiteren europäischen Staaten.
Bei einem Teil der bretonischen GEMO-Züchtern steht der Erhalt dieser alten Rasse als wertvolles genetisches Potenzial sowie die Bedeutung als lebendiges kulturhistorisches Erbe im Vordergrund. In den Niederlanden haben Halter mehr Bezug zu dem Individuum, das ähnlich wie eine Katze zur Familie gehört und nebenbei noch den Garten schmückt. Ebenso trifft man hier passionierte Züchter, die Freude an der Zucht an sich haben. Wegen der geringen Größe bietet sich die Rasse hierfür selbst auf relativ kleinen Flächen an. Die Nutzung als ökologischer Rasenmäher ist weit verbreitet. Ein Einsatz als Therapietier ist ebenfalls möglich. In Deutschland sind alle genannten Gründe anzutreffen, wobei das Haustier, das den Rasenmäher ersetzt, die größte Verbreitung hat. In Südtirol werden Ouessants vielfach als Grünpfleger in den Obstplantagen, dem Weinbau sowie Edelkastanienhainen genutzt.
Obwohl das Ouessantschaf eigentlich keine wirtschaftliche Bedeutung mehr hat, gewinnt in Frankreich die kommerzielle Nutzung als Landschaftspfleger wieder an Bedeutung.

## Haltung
Beide Geschlechter können das ganze Jahr zusammen gehalten werden, da die Schafe eine recht strenge Brunftzeit haben. Aus züchterischer Sicht sind die Trennung nach Geschlecht und eine gezielte Zuteilung in der Deckzeit sinnvoll.
Unterstände werden von den Tieren gerne als Regen- und Sonnenschutz aufgesucht. Solange nicht zu viel Schnee liegt, können die Tiere ganzjährig draußen gehalten werden. Der Flächenbedarf ist je nach Standort unterschiedlich, es sollten aber nicht weniger als 1000 m² sein; auf dieser Fläche lassen sich näherungsweise (in Abhängigkeit von der Vegetation) drei Tiere halten. Mit der Menge des zuzukaufenden Heus kann man die Standortunterschiede ausgleichen. Die Schafe verfügen über gute Muttereigenschaften und eine gute Milchleistung. Lammverluste treten selten auf. Eine Erstbelegung mit sieben Monaten ist möglich. In der Regel kommen von März bis Mai Einzellämmer zur Welt. Zwillingsgeburten sind selten und werden nicht angestrebt. In Ausnahmen reicht die Lammzeit von Februar bis September. In sehr seltenen Fällen sind zwei Lammungen in einem Jahr vorgekommen, auch das ist kein angestrebtes Zuchtziel.
Aufgrund ihrer geringen Körpergröße werden Ouessantschafe auch im Weinbau während der Vegetationsperiode eingesetzt. Hier können sie helfen, die Konkurrenzvegetation kurz zu halten, unerwünschte Stammtriebe zu beseitigen und die Traubenzone von Blättern zu befreien, was sich positiv auf die Weinqualität auswirkt. In normalen Reberziehungssystemen müssen gewisse verbisskritische Zeiträume ausgespart werden. Ouessantschafe sind in der Lage, auf zwei Beinen zu stehen, sodass sie höher gelangen, als es der übliche Vierbeinstand vermuten lässt. Auch in anderen Sonderkulturen sind Ouessantschafe im Einsatz, auch wenn sich z. B. Shropshire-Schafe eher eignen. Wie alle Schafe reagieren auch Ouessant empfindlich auf zu hohe Kupfergehalte (gegen Schadpilze). Beim Einsatz in Sonderkulturen muss daher der Kupfereinsatz kritisch geprüft werden. Der Kupfereinsatz ist im Weinbau nicht zwingend nötig, aber je nach Anbausystem teils üblich.